# Туреофоры
Туреофоры (греч. θυρεοφόρος (единственное число) — «вооружённый длинным щитом») — эллинистическая пехота III—I веков до н. э., широко распространённая со времён правления первых диадохов и до начала римского владычества в Греции. Название происходит от наименования щита — туреос (византийская форма: «фиреос»).

## Описание
Вооружение туреофоров состояло из длинного копья, нескольких дротиков и меча (как правило, ксифоса).
В качестве защиты использовались бронзовый или железный македонский шлем и большой овальный щит — туреос (деревянный щит с центральной ручкой, обтянутый кожей, в центре которого имелся металлический умбон и длинная металлическая полоса, усиливающая щит). В большинстве случаев туреофоры сражались вовсе без доспехов, компенсируя это большим размером щита, что позволяло снизить затраты на экипировку, тем самым расширяя круг людей, которые могут пополнить армию, хотя в некоторых случаях использовались лёгкие доспехи (как правило, линоторакс).
Существует несколько версий того, как туреос появился в Греции. Согласно одной, он был заимствован у расселившихся в долине Дуная восточных кельтов, проникших далеко на восток в 281 году до н. э. во Фракию, которых греки называли галатами. Однако фракийская и иллирийская пехота начала использовать туреосы раньше греков. По другой версии, греки переняли туреос в ходе кампании Пирра в Италии от союзников осков и/или их противников римлян, у которых был скутум, также имевший умбон.

## Роль
Туреофоры были промежуточным звеном между застрельщиками и фалангитами, зачастую заменяя собой пельтастов. Благодаря своей мобильности туреофоры могли сражаться как стрелки и, по необходимости, перестраиваться в фалангу. Эта способность сделала туреофоров очень эффективными при обороне приграничных территорий. В результате эти новаторские для своего времени войска пришли на смену пельтастам, но, в свою очередь, устарели после успеха системы римского манипулярного строя.

## История развития
В IV веке до н.э, основным видом наёмной пехоты считались пельтасты, вплоть до того, что они стали синонимом наёмников. Иллюстрации начала III века до н.э. изображают маленький круглый щит пелта в деле, но уже к середине III века до н.э. его заменяет туреос, перенятый Ахейским союзом и беотийцами к 270-м годам до н. э. Плутарх описывает ахейских граждан, оснащённых туреосом, как застрельщиков, в качестве пельтастов, но имеющих копья для ближнего боя. Однако, несмотря на наличие копий, туреофоры не были надёжны в рукопашном бою в силу того, что являлись лёгкой пехотой. Наёмные туреофоры набирались не только в Греции, но и в других областях, например, в Анатолии.
Сражения на мечах с туреосом (туреомахия) стали частью многих греческих спортивных соревнований.
Ахейский союз во времена Филопемена отказался от туреоса около 208—207 годов до н. э. в пользу тяжёлой македонской фаланги, хотя граждане Мегалополиса, ахейского города, переняли македонский стиль только к 222 году до н. э., после того как Антигон III Досон передал горожанам бронзовые щиты, чтобы сформировать войско эпилектов (др.-греч. ἐπίλεκτοι, «отборные»), известных как халкаспиды (др.-греч. Χαλχασπίδες, «бронзовые щиты»).
К концу III века до н. э. туреофоры больше не были доминирующим типом войск в небольших греческих государствах, уступив место македонской фаланге. Схожий тип войск с более тяжёлой бронёй — торакиты.